# جبل تاماراکوئیت
جبل تاماراکوئیت (به فرانسوی: Djebel Tamarrakoït) یک آتشفشان سپری در مراکش است که در Ifrane Province واقع شده‌است. جبل تاماراکوئیت ۲٬۳۴۵ متر بالاتر از سطح دریا واقع شده‌است.